# Rush Rush (chanson de Debbie Harry)
Singles de Deborah Harry
Chrome
(1981) Feel the Spin
(1985)
Rush Rush est une chanson de Deborah Harry issue de la bande-son du film Scarface. Le single s'est classé à la 87e position au Royaume-Uni et à la 39e en Nouvelle-Zélande.
Rush Rush est le premier single sorti après la séparation du group Blondie en 1982 et l'un des quelques projets dans lesquels Harry a travaillés entre son premier et deuxième album solo. C'est également la deuxième collaboration avec le producteur italien Giorgio Moroder, la première étant le tube Call Me pour le film American Gigolo. La chanson fait référence à l'utilisation de drogue, le terme Yayo dans les paroles est de l'argot pour la cocaïne. Le single est sorti en disque vinyle 7" et 12" et comporte en face-b une autre chanson du film Scarface, intitulée Dance, Dance, Dance, interprétée par Beth Andersen.
La chanson est présente dans la bande-son du jeu Grand Theft Auto III via la radio Flashback FM et également dans le film Une baraque à tout casser. Le titre figure aussi dans la bande-son du jeu Scarface: The World Is Yours. Le titre est repris en 2007 par le groupe Happy Mondays, paru sur leur album Uncle Dysfunktional.